# DPRX
DPRX (англ. Divergent-paired related homeobox) – білок, який кодується однойменним геном, розташованим у людей на довгому плечі 19-ї хромосоми. Довжина поліпептидного ланцюга білка становить 191 амінокислот, а молекулярна маса — 21 648.
| 10         |  | 20         |  | 30         |  | 40         |  | 50         |
| ---------- |  | ---------- |  | ---------- |  | ---------- |  | ---------- |
| MPGSEDLRKG |  | KDQMHSHRKR |  | TMFTKKQLED |  | LNILFNENPY |  | PNPSLQKEMA |
| SKIDIHPTVL |  | QVWFKNHRAK |  | LKKAKCKHIH |  | QKQETPQPPI |  | PEGGVSTSVG |
| LRNADTLPRL |  | PNAAHPIGLV |  | YTGHRVPSFQ |  | LILYPNLKVP |  | ANDFIGHRIV |
| HFGCCRDPNI |  | YCLYPILESQ |  | VCAPSFHSGS |  | PACSSNQSRE |  | R          |

A: Аланін

C: Цистеїн

D: Аспарагінова кислота

E: Глутамінова кислота

F: Фенілаланін

G: Гліцин

H: Гістидин

I: Ізолейцин

K: Лізин

L: Лейцин

M: Метіонін

N: Аспарагін

P: Пролін

Q: Глутамін

R: Аргінін

S: Серин

T: Треонін

V: Валін

W: Триптофан

Задіяний у таких біологічних процесах, як транскрипція, регуляція транскрипції. 
Білок має сайт для зв'язування з ДНК. 
Локалізований у ядрі.